# بویینتسه
بویینتسه (به صربی: Bojince) یک منطقهٔ مسکونی در صربستان است که در ناحیه راسینا واقع شده‌است. بویینتسه ۸۲ نفر جمعیت دارد.